# 枷鎖將軍
枷鎖將軍，又稱枷爺鎖爺、金枷銀鎖，是道教冥界神明如東嶽大帝、閻羅王、城隍爺的部將，也是六將之一（其他四位部將分別是牛爺馬爺與七爺八爺）。
金枷將軍人尊為枷爺，銀鎖將軍人尊為鎖爺，兩將軍負責將亡靈送至奈何橋，並繳交生死簿，枷爺鎖爺一般時，臉譜分別為金色與銀色，有時會以紅、綠顏色出現。

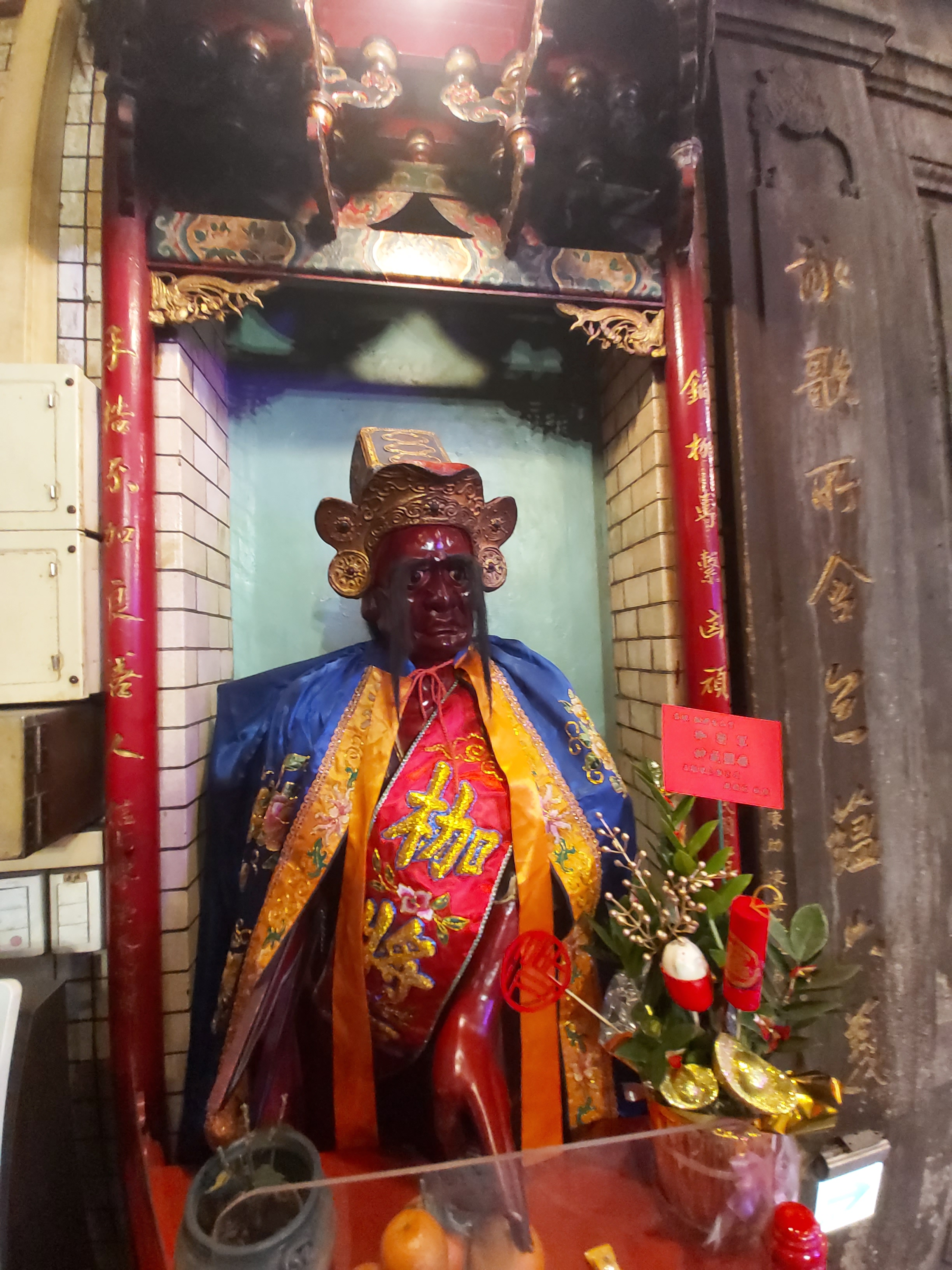
枷將軍
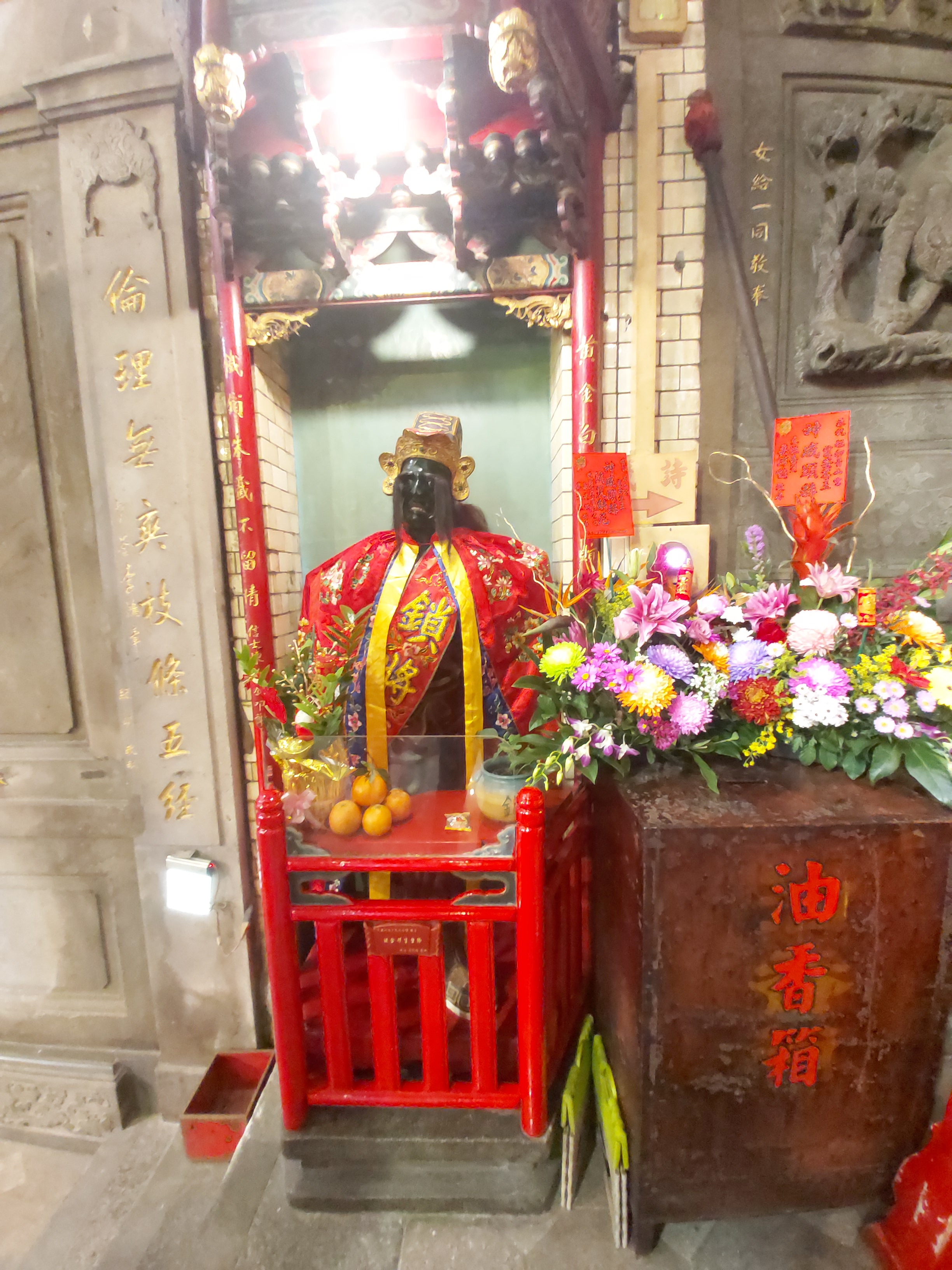
鎖將軍